# Sarò tua
Sarò tua (If You Could Only Cook) è un film del 1935 diretto da William A. Seiter.

## Trama
Jim Buchanan è il ricco presidente della Buchanan Motor Company, fidanzato con Evelyn Fletcher una donna prepotente che è interessata solo ai suoi soldi.